# Stockholms stadsteater
Stockholms stadsteater bildades 1956. Stockholms stadsteater slogs 1 juli 2013 ihop med Kulturhuset och bildade Kulturhuset Stadsteatern. Teaterbyggnaden ligger i kvarteret Skansen med entré från Drottninggatan. Byggnaden som ritades av arkitekt Peter Celsing är blåmärkt av Stadsmuseet i Stockholm vilket innebär "att bebyggelsen bedöms ha synnerligen höga kulturhistoriska värden".

## Historik
Då Stockholms stadsteater efter många års diskussioner bildades år 1956 fanns ingen egen scen eller produktionsorganisation att tillgå. Därför inleddes verksamheten i form av turnerande produktioner i stadens olika stadsdelar under namnet Stockholms Stadsteaters Kretsteater. Dess första premiär blev  Erland Josephsons Sällskapslek i Gubbängens folkskola 1956 i ett samarbete med Dramaten. Denna Kretsteaterns verksamhet pågick sedan till 1970-talet. Först år 1960 kunde Stadsteatern under Lars-Levi Læstadius ledning inleda en ordinarie verksamhet på fast scen i det då nybyggda Folkets hus vid Norra Bantorget. 

### Scener och samverksamheter

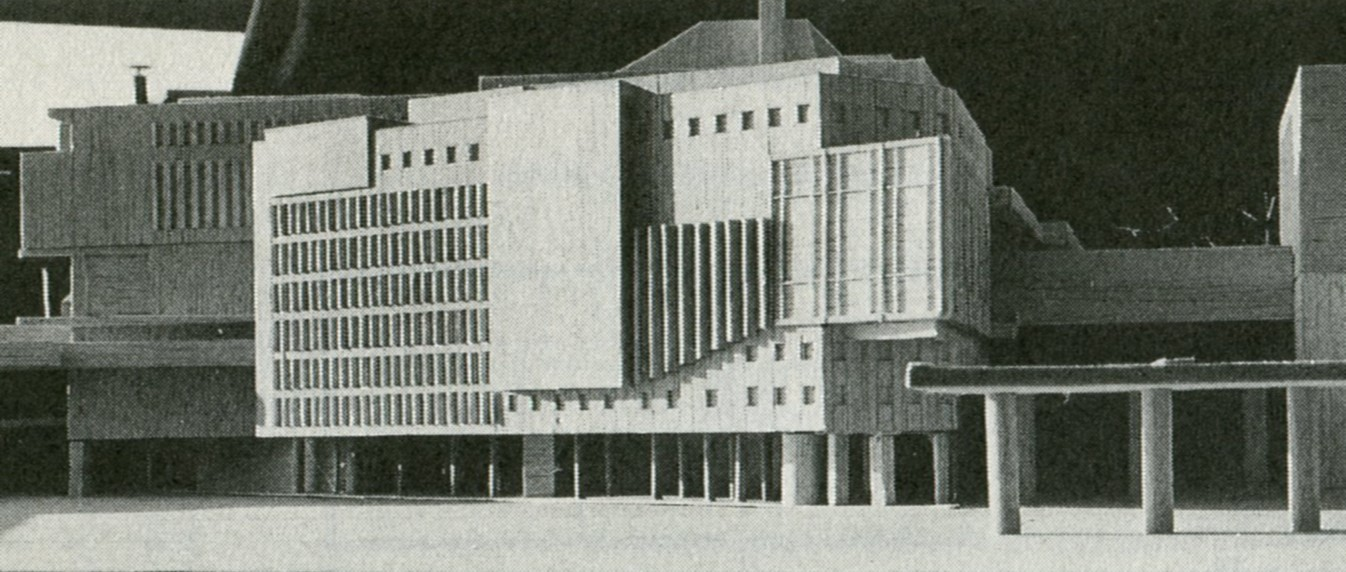
Sven Markelius' förslag från 1960 för en teaterbyggnad vid Södermalmstorg.

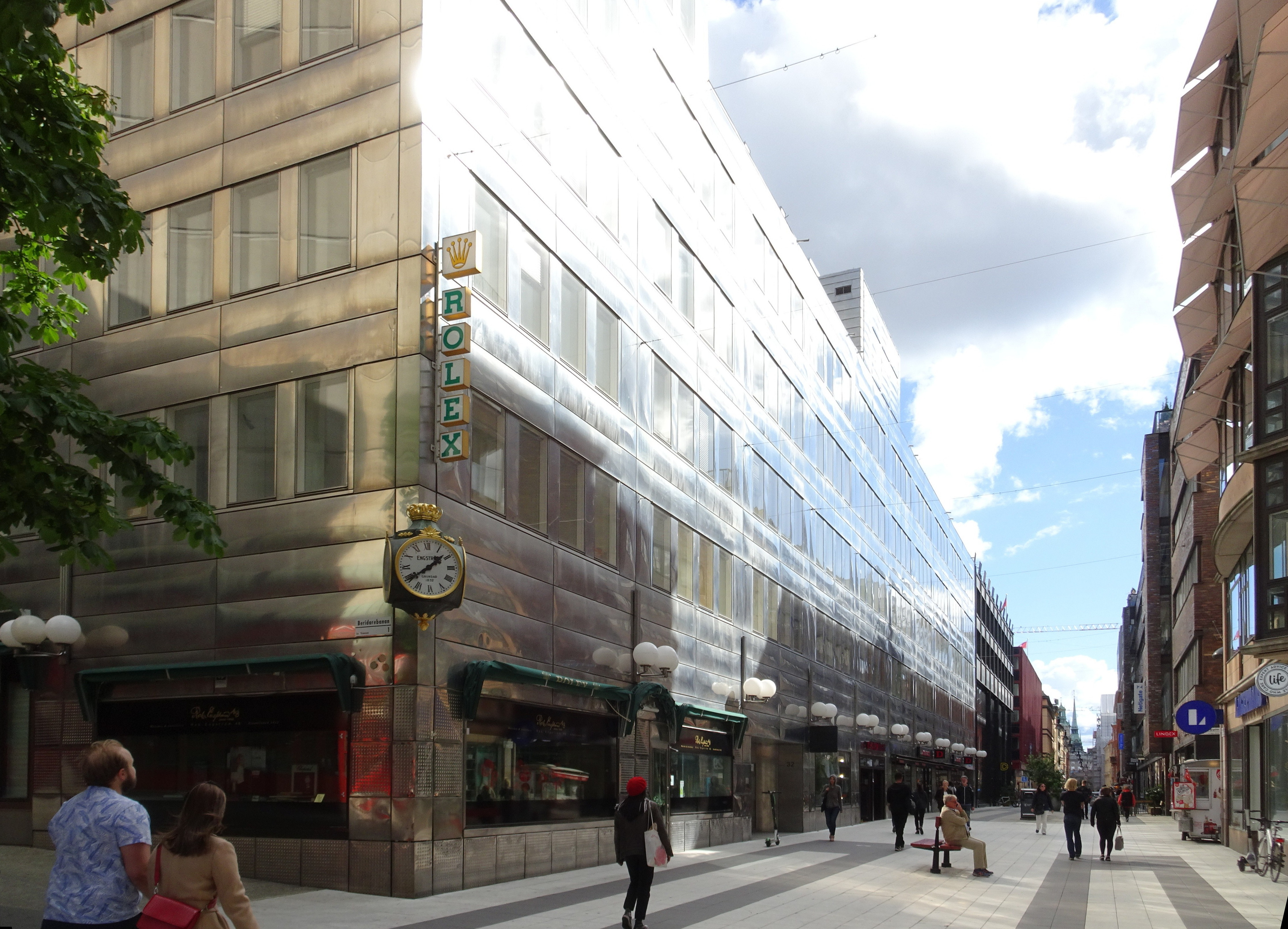
Stockholms stadsteater fasad mot Drottninggatan, 2020.

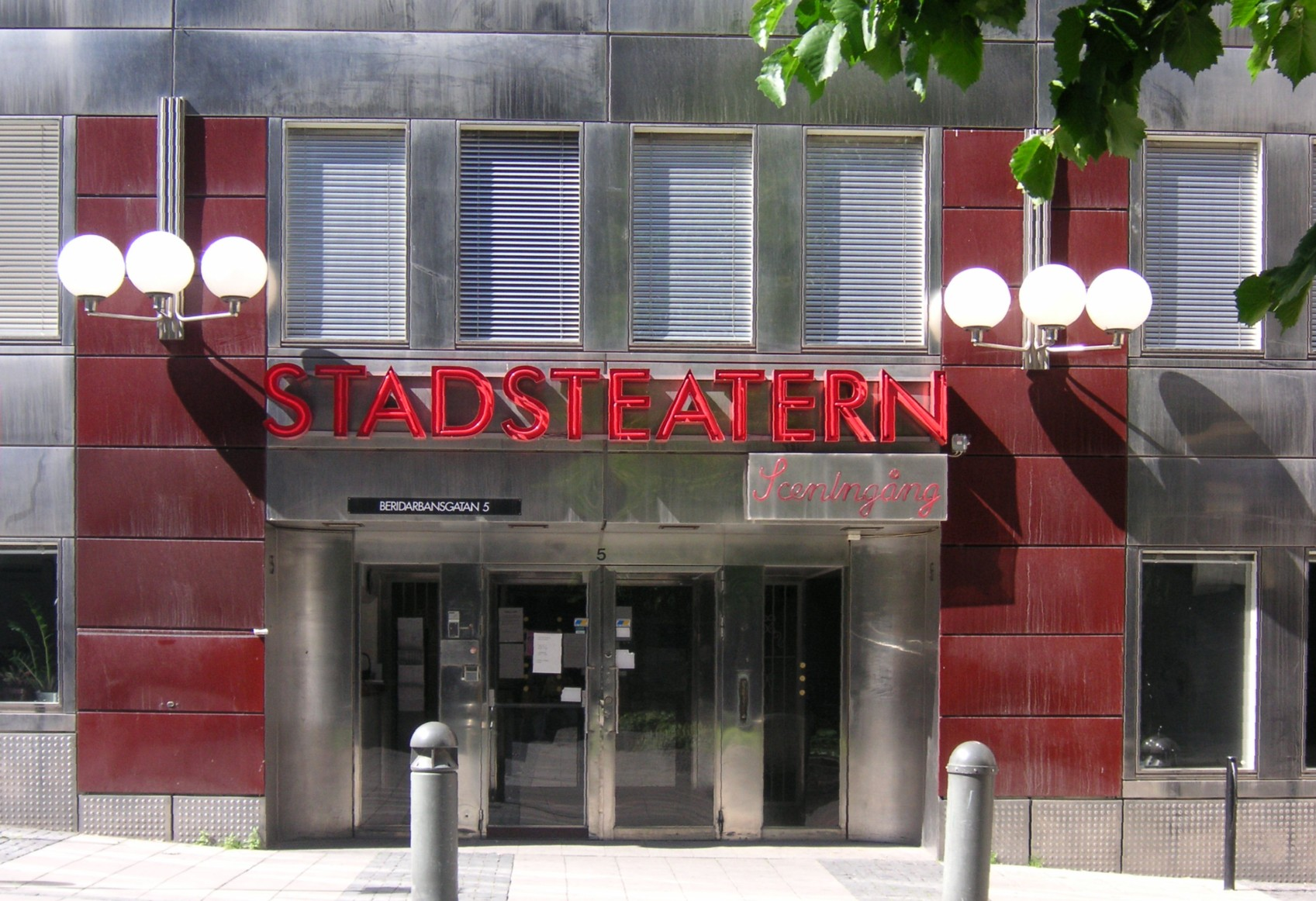
Stadsteaterns sceningång från Benny Fredrikssons torg.

År 1956 beslöt Stockholms stadsfullmäktige förlägga den nya byggnaden för Stockholms Stadsteater till kvarteret Överkikaren vid Södermalmstorg på norra Södermalm och gav Sven Markelius i uppdrag att rita anläggningen. Byggnaden skulle anordnas i norra delen av Överkikaren med storslagen utsikt över Mälaren och Saltsjön. Markelius ritade en mycket stor anläggning med flera scener och salong för upp till 1 500 besökare samt repetitionssalar, verkstäder, magasin och kansli. Fasaderna formgavs med vertikaler fönsterband och fasadelement. När Markelius presenterade sitt förslag 1960 hade intresset svalnat. 
Nästa förslag var att förlägga Stockholms Stadsteater i lågdelen av Sergelgatan där det skulle lysa upp Sergelgatan med en glasad foajé. Teatern skulle ha en stor och en liten scen. Av dessa planer blev det till slut bara den mindre teatern kvar, Sergelteatern, som huvudsakligen användes som biograf. Sedan bestämdes att Stadsteatern skulle finnas i Peter Celsings nya Kulturhuset, i den stora kubiska byggnadsvolymen som ligger söder om själva kulturhusbyggnaden. Den avviker från Kulturhusets yttre genom sina fasader klädda i blanka, konvexa kassetter av rostfri plåt. Fram till 1983 hade Sveriges riksdag där sina provisoriska lokaler, tills ombyggnaden av Riksdagshuset på Helgeandsholmen blev klar.
Under tiden och som en tillfällig lösning flyttade stadsteatern till det 1960 invigda nya Folkets hus vid Norra Bantorget, där tidigare ett äldre Folkets hus med tillhörande teater - Folkets hus teater - legat fram till 1955. Denna provisoriska lösning varade i trettio år - det var först hösten 1990 verksamheten kunde samlas i Kulturhuset vid Sergels torg. Stockholms Stadsteater slogs 1 juli 2013 ihop med Kulturhuset och bildade Kulturhuset Stadsteatern, varvid teaterns chef Benny Fredriksson övergick till att bli chef för hela Kulturhuset Stadsteatern, medan Eirik Stubø tog över chefskapet för teaterdelen.
Stadsteatern spelar i Kulturhuset på fem egna inomhusscener, Stora scenen, Lilla scenen, Klarascenen, Bryggan, samt Kafé Klara där Klara Soppteater huserar. Minsta scenen, Bryggan, rymmer en publik på ca 60 personer och Stora scenen en publik på ca 700 personer. Sedan 2009 har teatern också en barnteaterscen med egen verksamhet och ledning i Skärisbiografen i Skärholmens centrum. 
Parkteatern, som spelar gratisföreställningar i Stockholms parker om somrarna, hör till Stockholms Stadsteater. Även Marionetteatern är sedan 2003 en del av stadsteatern och åren 1975–2009 tillhörde den av regissören Suzanne Osten startade barn- och ungdomsteatern Unga Klara också stadsteatern, men är numera en helt fristående teaterverksamhet.
År 2016 startades i nyrenoverade Medborgarhuset Trappan i Vällingby en satellitscen, Kulturhuset Stadsteatern Vällingby, och i början av 2017 återknöt Parkteaterns organisation till Stadsteaterns barndom genom nystarten av Kretsteatern för turnéverksamhet i stadens delar.

### Interiörbilder

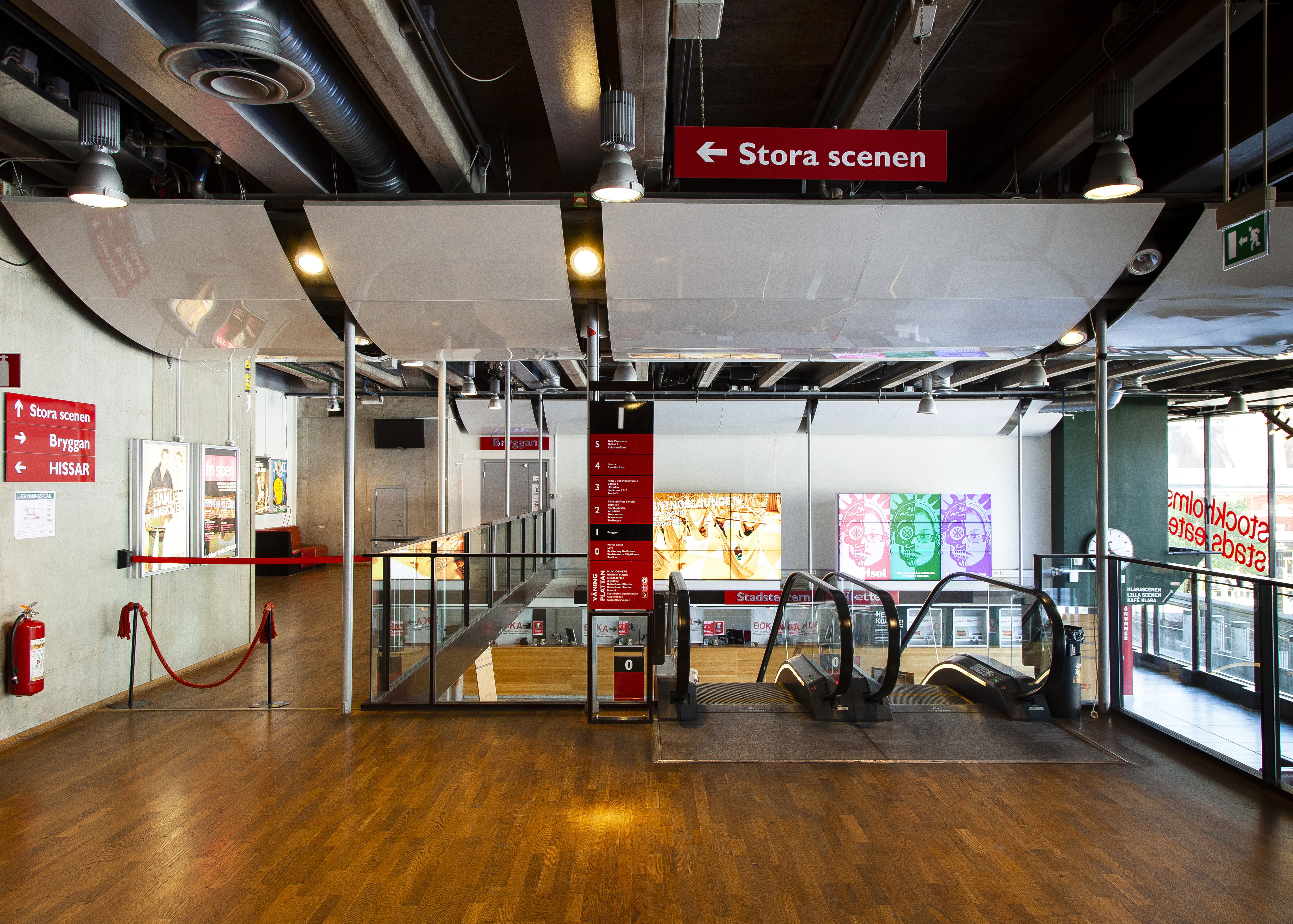
Foajén.
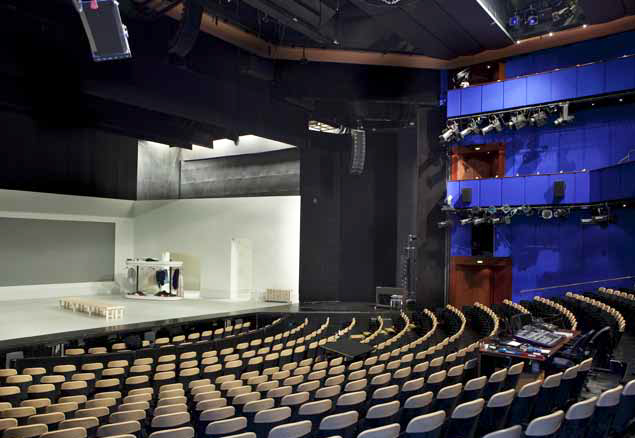
Stora scenen.
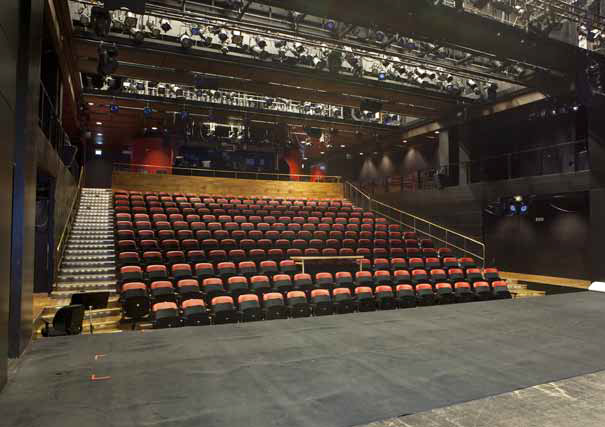
Lilla Scenen.
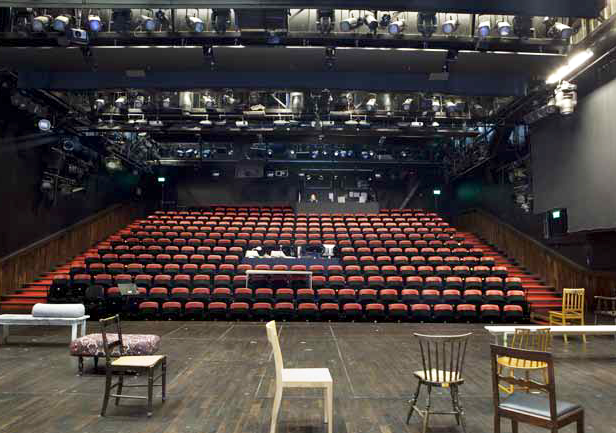
Klarascenen.

## Kulturhuset Stadsteatern
Den 1 juli 2013 gjordes en omfattande omorganisation av verksamheten, då hela Kulturhuset med alla dess verksamheter och nya, utvidgade verksamheter, införlivades i Stockholms stadsteater AB för att hädanefter vara en samordnad helhet med gemensamma teman etc. Den nya storverksamheten benämns Kulturhuset Stadsteatern (se vidare under den artikeln).

## Teaterchefer

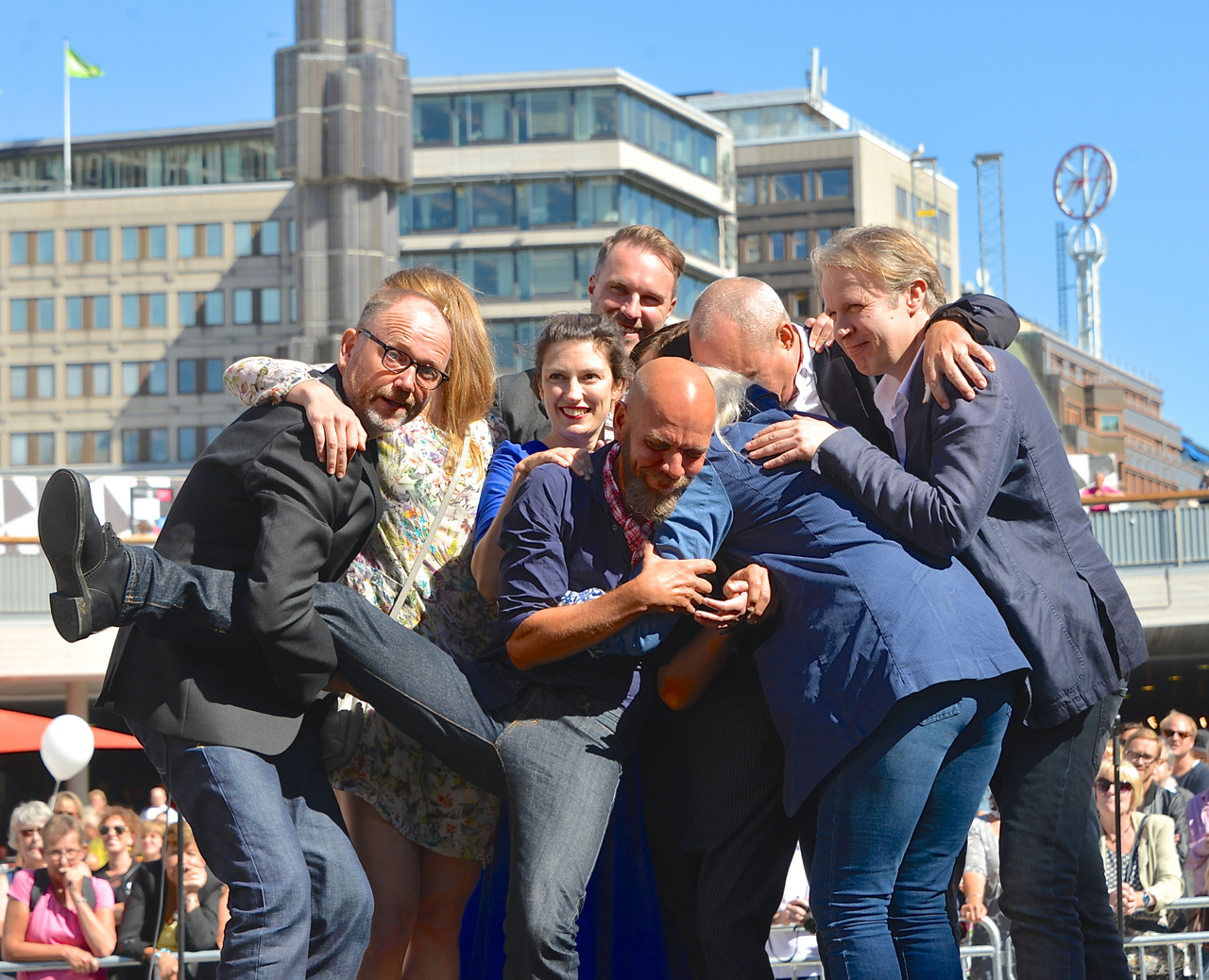
De nya konstnärliga cheferna på Kulturhuset Stadsteatern i "dispyt" om höstprogrammet vid ett framträdande på Sergels torg under Stockholms Kulturfestival 2013.

- Lars-Levi Læstadius 1960–1965
- Frank Sundström 1965–1969
- Vivica Bandler 1969–1979
- Lars Edström 1979–1992
- Peter Wahlqvist 1992–2002
- Benny Fredriksson 2002–2013
- Eirik Stubø 2013–2014
- Anna Takanen 2015–2019
- Maria Sid 2019–